# Nickelodeon Kids’ Choice Awards 1995
8. gala Nickelodeon Kids’ Choice Awards odbyła się 20 maja 1995 roku. Prowadzącą galę była Whitney Houston.

## Prowadząca
Whitney Houston

## Nominacje

### Film

#### Najlepszy aktor
- Jim Carrey (Ace Ventura: Psi detektyw) (zwycięstwo)
- Keanu Reeves (Speed: Niebezpieczna prędkość)
- Tim Allen (Śnięty Mikołaj)

#### Najlepsza aktorka
- Rosie O’Donnell (Flintstonowie) (zwycięstwo)
- Sally Field (Forrest Gump)
- Sandra Bullock (Speed: Niebezpieczna prędkość)

#### Najlepsze zwierzę
- Milo (Maska) (zwycięstwo)
- Comet (Pełna chata)
- Buck (Świat według Bundych)

#### Najlepszy film
- Król lew (zwycięstwo)
- Ace Ventura: Psi detektyw
- Speed: Niebezpieczna prędkość

### Telewizja

#### Najlepsza kreskówka
- Doug Zabawny (zwycięstwo)
- Aladyn
- Animaniacy

#### Najlepszy aktor telewizyjny
- Tim Allen (Pan Złota Rączka) (zwycięstwo)
- Martin Lawrence (Martin)
- Sinbad (The Sinbad Show)

#### Najlepsza aktorka telewizyjna
- Tia Mowry i Tamera Mowry (Jak dwie krople czekolady) (zwycięstwo)
- Queen Latifah (Living Single)
- Roseanne (Roseanne)

#### Najlepszy serial
- Pan Złota Rączka (zwycięstwo)
- Martin
- Bajer z Bel-Air

### Pozostałe kategorie

#### Najlepsza gra wideo
- Donkey Kong Country (zwycięstwo)
- Alladin
- NBA Jam